# Labiobaetis longipalpus
Labiobaetis longipalpus is een haft uit de familie Baetidae. De wetenschappelijke naam van de soort is voor het eerst geldig gepubliceerd in 1979 door Morihara & McCafferty.
De soort komt voor in het Nearctisch gebied.